# 公众与环境研究中心
公眾與環境研究中心（Institute of Public and Environmental Affairs，IPE）是中華人民共和國一個環保非政府組織，2006年5月由馬軍創辦。同年6月，公眾與環境研究中心编写了中国首个水污染公益数据库中国水污染地图。地图中列出了2500多家污染企业。随后,公众环境研究中心又发布了中国空气污染地图，將近5000家企业名列其中。2007年，公眾與環境研究中心與中國多家環境組織組成綠色選擇聯盟，揭露企業在中國供應鏈中的環境污染現象。2009年6月3日，公眾與環境研究中心和美国自然资源保护委员会联合发布了中国城市污染源监管信息公开指数（Pollution Information Transparency Index，PITI），对中國113个城市2008年度污染源监管信息公开状况进行了初步评价。
2010年，公眾與環境研究中心与其他環保組織们发布了一项关于IT产业的重金属污染调查报告，当时有28家IT企业中被点名，而苹果公司不予回应。2011年1月20日，公眾與環境研究中心与其他4家环保机构联名发布《苹果的另一面》报告书，揭露苹果供货商当中存在大量的违规排放、毒害工人的事实。同年8月31日，再度发布《苹果的另一面2》报告书。11月,苹果与五家中国环保组织在北京洽谈供应链厂商污染问题。2012年初，苹果首次公开156家供货商名单，并向环保团体承诺一旦发现污染问题會立即敦促整改。2013年8月1日，公众环境研究中心与绿色江南等五家环保团体联名发布《谁在污染太湖流域?》报告书，指出富士康、鼎鑫等台资企业位在昆山高新技术产业开发区内的厂房违规排放废水，是太湖流域严重污染的元凶之一。
2014年6月推出蔚蓝地图手机软件，可以查詢中國390多个城市2000多个空气质量站点的实时空气质量监测信息，7000多个水质监测断面的水环境质量信息。

## 外部連結
- 官方网站